# Ernest Chausson
Amédée-Ernest Chausson (1855-1899) là nhà soạn nhạc người Pháp.

## Cuộc đời và sự nghiệp
Ernest Chausson khởi đầu sự nghiệp của mình không phải bằng âm nhạc mà là bằng việc học luật. Ông tốt nghiệp khoa luật vào năm 1877 nhưng Chausson không bao giờ hành nghề. (Điều thú vị là có rất nhiều nhà soạn nhạc đã có liên quan đến học luật, ví dụ như trường hợp của George Frideric Handel cũng học luật tại Đại học Halle vào năm 1702, hay như Pyotr Ilyich Tchaikovsky cũng từng học trung cấp luật tại thành phố Sankt Petersburg). Chausson vào Nhạc viện Paris và học âm nhạc với Jules Massenet, sau đó lại chuyển sang học César Franck. Những cuộc viếng thăm Munich vào năm 1879 và Bayreuth vào năm 1882 để nghe các vở opera của nhà soạn nhạc xuất sắc người Đức Richard Wagner đã có ảnh hưởng sâu sắc đến Chausson.

## Các tác phẩm
Ernest Chausson đã viết: 
- Tác phẩm Bài thơ về tình yêu và biển cả danh cho đơn ca và dàn nhạc giao hưởng (1882)
- Giao hưởng thơ Viviane (1882)
- Bài ca vĩnh cửu cho đơn ca và dàn nhạc giao hưởng
- Những tác phẩm nhạc thính phòng như tam tấu, tứ tấu piano
- Các bản romance, nổi tiếng có:

- Chim sâu
- Những con bướm
- Đoàn lữ hành

- Các bản hợp xướng